# Arie Duijvestijn

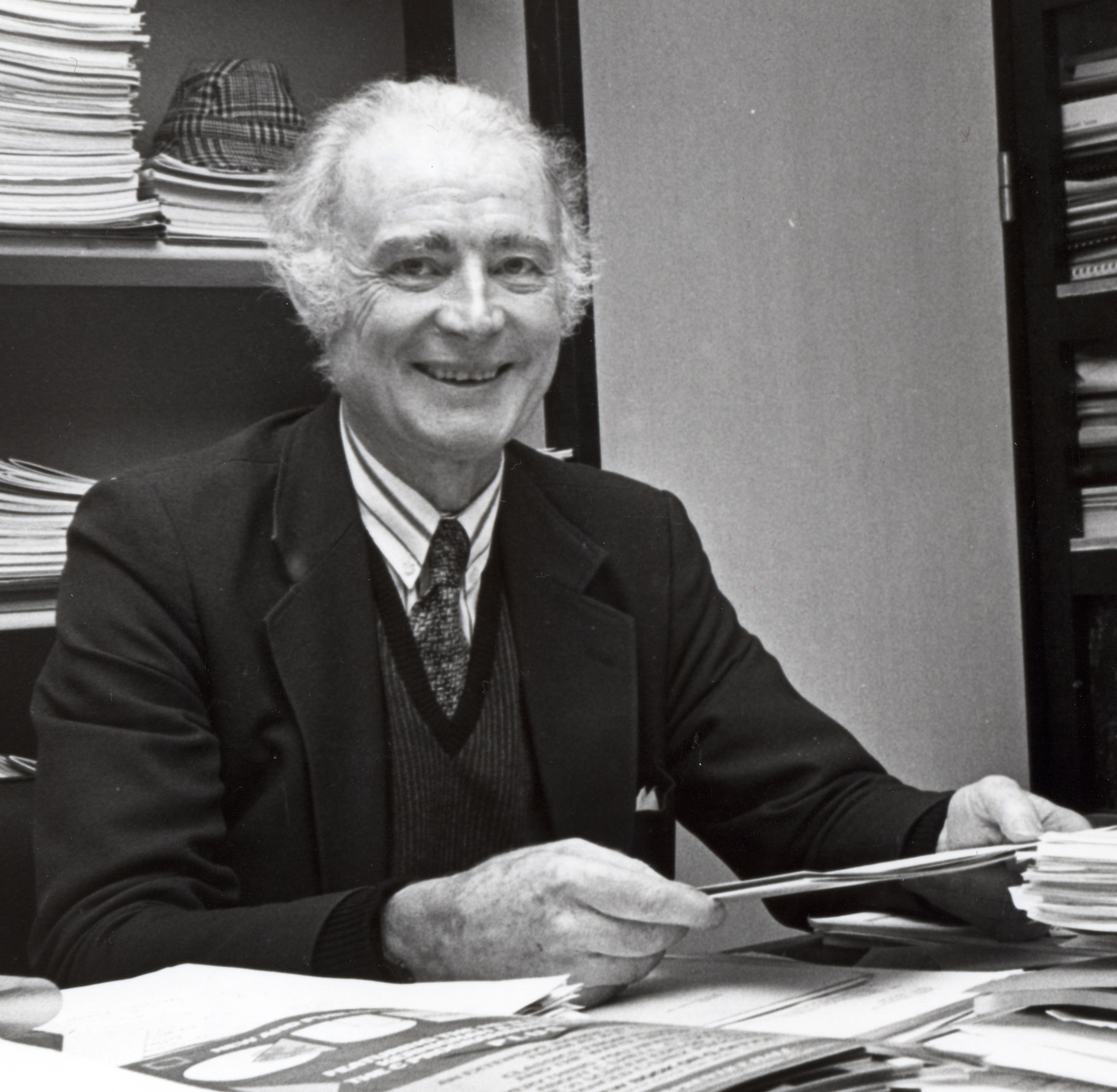
A.J.W. Duijvestijn 1989

Adrianus Johannes Wilhelmus (Arie) Duijvestijn (Den Haag, 10 december 1927 – Enschede, 21 januari 1998) was een Nederlandse informaticus en hoogleraar aan de Technische Hogeschool Twente.
Duijvestijn studeerde elektrotechniek in Delft en trad in 1953 in dienst van het Mathematisch Centrum van de Gemeentelijke Universiteit Amsterdam, waar hij kennismaakte met het programmeren van nog primitieve rekenautomaten. Later trad hij in dienst van het Natlab van Philips in Eindhoven. Ook hier hield hij zich bezig met programmeren. In 1962 promoveerde hij aan de Technische Hogeschool Eindhoven op een proefschrift over perfecte vierkanten, en dan met name over de vraag Wat is het kleinste aantal verschillende vierkanten met gehele zijden die tezamen precies een vierkant met gehele zijden kunnen vormen?. Niet veel later werd hij hoogleraar aan de nieuwe Hogeschool in Enschede.

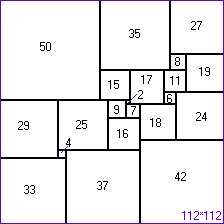
Door Duijvestijn met de computer ontdekt perfect vierkant

Duijvestijn werd een van de drijvende krachten achter de ontwikkeling van de informatica in Nederland. Hij was nauw betrokken bij de ontwikkeling van HBO-opleidingen informatica en was een van de oprichters van het Nederlands Genootschap voor Informatica. Duijvestijn vervulde tal van bestuursfuncties zowel binnen als buiten zijn eigen universiteit. Hij werd in 1981 de eerste decaan van de nieuwe faculteit informatica aan de Universiteit Twente. Deze faculteit was de enige zelfstandige faculteit informatica in Nederland. Tegenwoordig is de faculteit samengevoegd met elektrotechniek en wiskunde in de faculteit EWI (Elektrotechniek, Wiskunde en Informatica). Bij zijn emeritaat in 1989 werd hij onderscheiden als ridder in de Orde van de Nederlandse Leeuw.